# Eutocius van Ascalon
Eutocius van Ascalon (Grieks: Ευτόχιος ο Ασκαλωνίτης, Eutochios o Askalouites, Ascalon, omstreeks 480 - 540) was een  wiskundige uit het oude Griekenland van Palestijnse komaf, die in de eerste helft van de 6e eeuw een aantal commentaren schreef over verhandelingen van Archimedes en over de Conica van Apollonius van Perga. Er is verder weinig over zijn leven bekend.
Wetenschappelijke historici danken veel van hun kennis over een bepaalde oplossing van Archimedes aan Eutocius en zijn commentaren. Het gaat daarbij over het berekenen van de inhoud van lichamen door gebruik te maken van kruisende kegelsneden, waarover Archimedes in De bol en cilinder schrijft. Eutocius droeg zijn commentaar op Apollonius' Conica aan Anthemios van Tralles op, ook een wiskundige en een van de twee architecten van de Hagia Sophia in Constantinopel.
De werken van Eutocius die nog bestaan zijn:
- Een commentaar op de eerste vier boeken van de Conica van Apollonius

Commentaren op drie werken van Archimedes
- De bol en cilinder
- Over de kwadratuur van de cirkel.
- Over het evenwicht van vlakken